# Hoehnea
Hoehnea és un gènere d'angiospermes que pertany a la família de les lamiàcies.

## Taxonomia
- Hoehnea epilobioides
- Hoehnea minima
- Hoehnea parvula
- Hoehnea scutellarioides